# Италианска Еритрея
Колонията Италианска Еритрея (на италиански: Colonia Eritrea) е първата колония на Кралство Италия в Африка. Създадена е през 1890 г., но първите италиански заселници идват тук още през 1882 г. Италианската власт над тези земи продължава до 1947 г.
Първата колония, както още се нарича, има същите граници като днешна Еритрея.

## История
Историческата история на колонията Еритрея започва с официалното придобиване на залива Асаб през 1882 г. от Италия и официално завършва с Парижкия мирен договор от 1947 г., когато Италия трябва да се откаже от всички свои колонии.

### Окупация на Асаб и създаване на колонията
Началото на италианската колонизация се поставя през ноември 1869 г. с дипломата Джузепе Сапето, който започва преговори за придобиването на залива Асаб от корабособственика Рафаеле Рубатино с цел да го превърне в обслужващо пристанище за неговите кораби. Египетското правителство оспорва това придобиване и претендира за владение на залива: това довежда до дълъг спор, който приключва едва през 1882 г.
На 10 март 1882 г. италианското правителство купува владението на Асаб, което официално става италианско на 5 юли същата година. На 5 февруари 1885 г. (след оттеглянето на Египет поради събитията от бунта на Махдистите и в съгласие с Великобритания) важният пристанищен град Масава е окупиран (той става временна столица на отвъдморското владение) и италианският контрол се разширява във вътрешността на страната (окупация на Асмара през 1889 г.) въпреки поражението в битката при Догали (26 януари 1887).
През януари 1890 Еритрея е официално обявена за италианска колония с Масава като нейна столица. Нейният първи управител е генерал Балдасаре Ореро, заменен няколко месеца по-късно от генерал Антонио Гандолфи, доверен човек на Франческо Криспи. Името Еритрея (което припомня древногръцкото име на Червено море, към което гледа, заменяйки предишното „Нова Етиопия“) е идея на писателя Карло Доси, сътрудник на Криспи и първи пълномощен министър в новата колония.
През 1893 г. етиопският негус Менелик II денонсира Договора от Учиали – междураден договор между Кралство Италия и Етиопската империя от 2 май 1888 г., целящ да регулира взаимните отношения между двете държави, както и да признае последните италиански териториални придобивания в Еритрея, която етиопският суверен призна за италианска колония. Италия продължава експанзията си към хинтерланда (Аксум, Макале, Адуа) и през септември 1895 г. се състои битката при Амба Алаги между италианските и етиопските войски, командвани от Рас Маконен, Алула Енгида и Рас Мангаша.
На 1 март 1896 г. италианците са победени при Адуа.
С мирния договор от Адис Абеба (1896), който анулира договора от Учиали, Италия признава независимостта на империята Абисиния, а последната признава италианската колония Еритрея.
Максималното разширяване на границите на Еритрея е достигнато в началото на 1896 г., когато губернаторът на колонията Оресте Баратиери се опитва да осъществи проекта за окупация на вътрешността на Етиопия. През юли 1894 г. той окупира суданския град Касала, тогава владение на дервишите, докато през 1895 г. по време на кампанията в Източна Африка той окупира големи области на Тиграй, включително град Аксум. След поражението в битката при Адуа границите на колонията се връщат към установените от договора и остават такива до Етиопската война.
Първият невоенен губернатор е Фердинандо Мартини (1897-1907), по това време убеден привърженик на необходимостта италианската държава да притежава колонии. Той има за задача да възстанови мирните контакти с Етиопия, да подобри отношенията между италианците и местното население и да създаде орган от служители, които да управляват колонията. Благодарение на неговата политика колонията има органични ордени и колониални кодекси през 1905 г.

### Еритрея по време на фашизма
През 1933 г. Италианска Еритрея има площ от 119 000 km². Към 1928 г. населението е 510 000 местни жители, от които приблизително 1/3 са коптски християни, 2/3 изповядващи Исляма и 34 700 католици. Европейците, присъстващи в региона, почти всичките италианци, са 3650 души. В столицата Асмара живеят 19 000 местни жители и около 3000 европейци.
По време на фашизма колонията е обект на проект за модернизация, първоначално желан от губернатора Якопо Гаспарини през 1924 г., който се опитва да я превърне във важен център за търговия с продукти и суровини. Особено през 30-те г. на 20. век Еритрея е най-модернизираната колония: построени са хиляди километри пътища и мостове, железопътната линия Масава-Асмара и Асмара-Бисия (започнала в края на 19. век), пристанището на Масава се засилва, а градовете също са подредени със създаването на множество италиански кварта
ли (все още видими). Пристанището на Масава става основното и най-добре оборудвано в Червено море, като е дом на Италианското военноморско командване на Източна Африка на Кралския флот.
До завладяването на Етиопия през 1936 г. Еритрея е колонията с най-силно присъствие на италианци. В еритрейската колония също има забележимо развитие на Католицизма благодарение на многобройните италиански мисионери, които се заселват там. През 1940 г., също благодарение на разширяването на колонията във вътрешността на Етиопия, 60% от жителите на Еритрея, включително италианци, са християни (и 33% католици). Между 1890 и 1941 г. в Еритрея са построени множество католически църкви, като най-известната е катедралата в Асмара, осветена през 1922 г.
Италианската администрация развива болнични и здравни услуги в Еритрея и благоприятства развитието на селското стопанство, особено в Еритрейското плато. Много еритрейци са наети във фабриките, разработени от италианците през 30-те години на 20 век и всички еритрейски градове и села претърпяват значително градско развитие. Асмара се превръяа в лаборатория за авангардно градско планиране.
В африкански регион, характеризиращ се с етнически, езикови и религиозни различия, италианските губернатори успяват да запазят значителна стабилност и обществен ред.
Бенито Мусолини променя отношенията между италианците и местното население след създаването на империята през 1936 г., опитвайки се да асимилира особено аскарите в своята идеология по военни причини. Според декларациите на маршал на Италия Родолфо Грациани и Амедео Гийе най-добрите италиански колониални войски са еритрейските аскари.
Започвайки на 3 октомври 1935 г. от базите на Еритрея, Етиопия е завладяна от италианските войски, а на 9 май 1936 г. всички италиански колонии на Сомалийския полуостров са обединени в Италианска Източна Африка. Италианска Еритрея става част от Италианска Източна Африка под управлението на губернатор, базиран в Асмара, и разширена територия със северни абисински територии, също като компенсация за помощта при завладяването на Етиопия, дадена на Кралство Италия от над 60 000 аскари еритрейци.
Еритрея е избрана от италианското правителство за седалище на индустриите в Италианска Източна Африка, особено в металообработващия сектор. Има и малка корабостроителница в Масава. Някои фабрики за боеприпаси и оръжия са разположени в Асмара и са използвани за завладяването на Етиопия през 1935-1936 г. Официалният език е италианският език, докато използваната валута е еритрейският талер до 1921 г. и впоследствие италианската източноафриканска лира.

### Развитие на Асмара
Окупирана през 1889 г., Асмара става столица на Италианска Еритрея през 1897 г., главно поради благоприятния си климат за заселване на европейци, като се намира на приблизително 2300 метра над морското равнище.
Тя е населена през първата половина на 20 век от голяма италианска общност: градът има типично италиански вид през 30-те и 40-те години. Освен това при избухването на Втората световна война Асмара е единствената африканска столица с по-голямата част от населението, съставено от европейци. Днес Асмара е известна със своята архитектура в стил „ Артдеко“ и „Фашисткия стил на 40-те години“. ООН я смята за „център на световното наследство“. Може да се похвали със сгради като „артдеко“ Кино „Имперо“, „кубистичния“ пансион „Африка“, еклектичната православна църква Tewahdo, операта, „футуристичната“ сграда „ФИАТ Талиеро“, „неороманската“ катедрала в Асмара и „неокласическия“ Дворец на губернатора. Градът е пълен с вили и имения в италиански колониален стил. Голяма част от града е създаден между 1936 и 1941 г., само за пет години.
Комуникациите на Асмара са подсилени със създаването на международно летище (също обслужвано от известната Имперска линия), модерен асфалтов път до Адис Абеба (наречен Имперски път), ефективна железопътна линия до Масава и кабинков лифт Масава-Асмара, който на времето е най-дългата тривъжна система в света.
Според преброяването от 1939 г. Асмара има население от 98 000 души, от които 53 000 са италианци. Този факт прави Асмара основният италиански град в Италианска Източна Африка. В цяла Еритрея има 75 000 италианци през последната година на мир преди Втората световна война.
Началото на световната война блокира индустриалния и икономически разцвет на Асмара (а също и на Масава и Керен). Английската атака през пролетта на 1941 г. нанася сериозни щети на индустриалната инфраструктура на италианска Еритрея.
След английската окупация има епизоди от италианска партизанска война до лятото на 1943 г., в които герои като Амедео Гийе са главни действащи лица. Капитулацията на Италия през септември 1943 г. дава началото на демонтажа на много еритрейски индустрии от британците.

### Край на италианската колония
Британската армия побеждава италианците през пролетта на 1941 г. след кървавата битка при Черен и окупира цяла италианска Еритрея, поставяйки я под военна администрация до 1949 г. Първото нещо, което съюзниците правят, е да демонтират еритрейската индустриална система като военна плячка. Дори железопътната линия Асмара-Масауа е демонтирана и частично изпратена в Южна Африка. Същото се случва и с въжената линия, която свързва Асмара с Червено море.
През 1949 г. става британски протекторат, след като ООН отхвърля с един глас попечителството на Италия до независимостта. През 1952 г. Еритрея е официално предадена на Етиопия, формално като федеративна държава, което води до началото на изселването на италианската общност от Еритрея.
Дори през 1949 г. населението на Асмара е 127 579 жители, от които 17 183 са италианци, но броят им започва да намалява през 50-те години. През 1975 г., с началото на конфликтите между еритрейските независими хора и Етиопия, италианското правителство установява въздушен мост, за да доведе почти всички членове на италианската общност на Асмара в Рим.
В Еритрея живеят около 700 италианци.

## Обща информация
Знамето на Италианска Еритрея от 1890 до 1941 г. е същото като това на Кралство Италия, т.е. трикольорът със савойския щит. Гербът на колонията обаче е отсечен щит с червен лъв на задни крака.
Официалният език е италианският. Говорените от населението езици са тигриня и арабски.
Първоначално както талерът на Мария Терезия, така и етиопският бир са в обращение в Еритрея и Сомалия. От 1890 г. еритрейският талер се сече в Рим, разделен на 5 лири, които се присъединяват към предишните монети, без да намират благосклонност сред местното население, като италианският талер е сечен през 1918 г. С присъединяването към Италианска Източна Африка официалната валута за всички колонии в Африканския рог става италианската източноафриканска лира .

## Губернатори на Италианска Еритрея
- Балдасаре Ореро (1 януари – 30 юни 1890)
- Антонио Гандолфи (30 юни 1890 – 28 февруари 1892)
- Оресте Баратиери (28 февруари 1892 – 22 февруари 1896)
- Антонио Балдисера (22 февруари 1896 – 16 декември 1897)
- Фердинандо Мартини (16 февруари 1897 – 25 март 1907)
- Джузепе Салваго Раджи (25 март 1907 – 17 август 1915)
- Джовани Черина Ферони (17 август 1915 – 16 септември 1916)
- Джакомо Ди Мартино (16 септември 1916 – 20 юли 1919)
- Камило Де Камилис (20 юли 1919 – 20 ноември 1920)
- Лудовико Полера (20 ноември 1920 – 14 април 1921)
- Джовани Черина Ферони (14 април 1921 – 1 юни 1923)
- Якопо Гаспарини (1 юни 1923 – 1 юни 1928)
- Корадо Дзоли (1 юни 1928 – 11 юли 1930)
- Рикардо Ди Лукези (11 юли 1930 – 15 януари 1935)
- Отоне Габели (15 януари 1935 – 18 януари 1935)
- Емилио Де Боно (18 януари 1935 – 22 ноември 1935)
- Пиетро Бадолио (22 ноември 1935 – 22 май 1936)
- Алфредо Гуцони (22 май 1936 – 1 април 1937)
- Винченцо Де Фео (1 април 1937 – 15 декември 1937)
- Джузепе Даодиче (15 декември 1937 – 2 юни 1940)
- Луиджи Фруши (2 юни 1940 – 19 май 1941)